# Андронівка (Хмельницький район)
Андро́нівка — село в Україні, у Старокостянтинівській міській громаді Хмельницького району Хмельницької області. Населення становить 47 осіб. До 2020 орган місцевого самоврядування — Пеньківська сільська рада. 

## Історія
7 (20) листопада 1917 року, відповідно до.Третього Універсалу Української Центральної Ради, увійшло до складу Української Народної Республіки.
12 червня 2020 року, відповідно до розпорядження Кабінету Міністрів України № 727-р «Про визначення адміністративних центрів та затвердження територій територіальних громад Хмельницької області», увійшло до складу Старокостянтинівської міської громади.
19 липня 2020 року, після ліквідації Старокостянтинівського району, село увійшло до Хмельницького району.
Неподалік від села розташований Андронівський заказник.

## Населення

### Мова
Розподіл населення за рідною мовою за даними перепису 2001 року:
| Мова       | Кількість | Відсоток |
| ---------- | --------- | -------- |
| українська | 46        | 97.87%   |
| російська  | 1         | 1.13%    |
| Усього     | 47        | 100%     |